# زانا علي
زانا علي (بالفرنسية: Zana Allée)‏ وهو لاعب كرة قدم عراقي يحمل الجنسيتين العراقية والفرنسية ولد في 1 مارس 1994 في دهوك، العراق، يلعب في خط الوسط مع نادي رين الفرنسي في دوري الدرجة الأولى، زانا علي هو كردي عراقي تنحدر أصوله من مدينة دهوك ويبلغ طوله 172 سم.

## روابط خارجية
- زانا علي على موقع رابطة كرة القدم الفرنسية للمحترفين (الإنجليزية)
- زانا علي على موقع قاعدة بيانات كرة القدم.إي يو (الإنجليزية)
- زانا علي على موقع Soccerway.com (الإنجليزية)
- زانا علي على موقع كووورة
- زانا علي على موقع AS.com (الإسبانية)